# Ewa Wasilewska-Borkowska
Ewa Wasilewska-Borkowska (7 januari 1967) is een Pools langebaanschaatsster.
In 1992 en 1994 nam Wasilewska voor Polen deel aan de Olympische Winterspelen.
In 1992, 1993 en 1996 startte Wasilewska op de WK Allround, en in 1992 en 1993 op de WK Sprint.

## Records

### Persoonlijke records[7]
| Afstand    | Tijd    | Datum            | Baan       |
| ---------- | ------- | ---------------- | ---------- |
| 500 meter  | 41,84   | 7 januari 1994   | Hamar      |
| 1000 meter | 1.23,92 | 12 december 1990 | Calgary    |
| 1500 meter | 2.06,64 | 23 januari 1993  | Heerenveen |
| 3000 meter | 4.28,29 | 8 januari 1994   | Hamar      |
| 5000 meter | 7.50,77 | 19 januari 1992  | Heerenveen |